# Дебойски некропол
Дебойският или Лихнидският некропол (на македонска литературна норма: Дебојска некропола) е некрополът на античния град Лихнида, днес град Охрид, Северна Македония.
Некрополът заема южната част на заравненото плато на по-ниския охридски рид Дебой, източно от църквата „Света Богородица Перивлепта“ и североизточно от църквата „Св. св. Константин и Елена“. Открити са 180 гроба от римската, елинистическата и ранновизантийската епоха, както и основите на Дебойската базилика с мозайки. Разкопките на некропола са водени от Владо Маленко.